# 博彩專營合約
博彩專營合約，是澳門政府規範博彩活動的專營權合約，早期是體現法律規管博彩活動的核心。澳門政府曾批給的博彩專營，包括娛樂場博彩、相互博彩、體育博彩、互動博彩和中國傳統彩票。
其源自1864年，澳葡政府對賭博活動進行立例規管，博彩專營由承批者與政府簽訂合約。承批者需要按合約在指定地點進行博彩活動，依法納稅，及保障博彩業經營者和賭客的權益。設立博彩專營合約的原意是取締治安，防止民間聚賭及私營賭檔林立的混亂局面，後續發展為以規範博彩活動及監管博彩業發展的積極輔導為主。娛樂場博彩專營合約的出現與終結，都對澳門經濟及博彩業進步起了關鍵作用，至今法律已趨完善，而澳門政府仍是批給相互博彩、體育博彩和彩票以專營模式經營。

## 歷史沿革

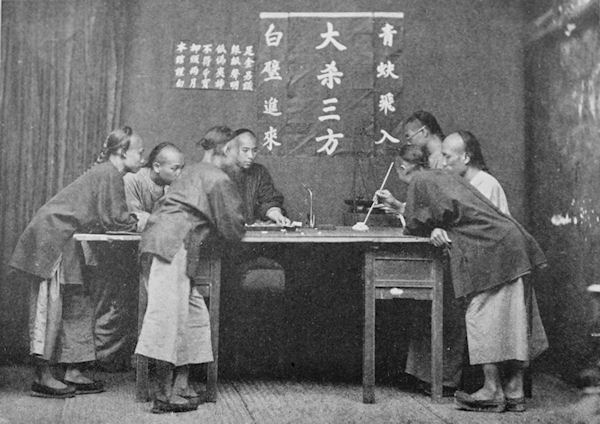
清朝時期，澳門的番攤賭檔

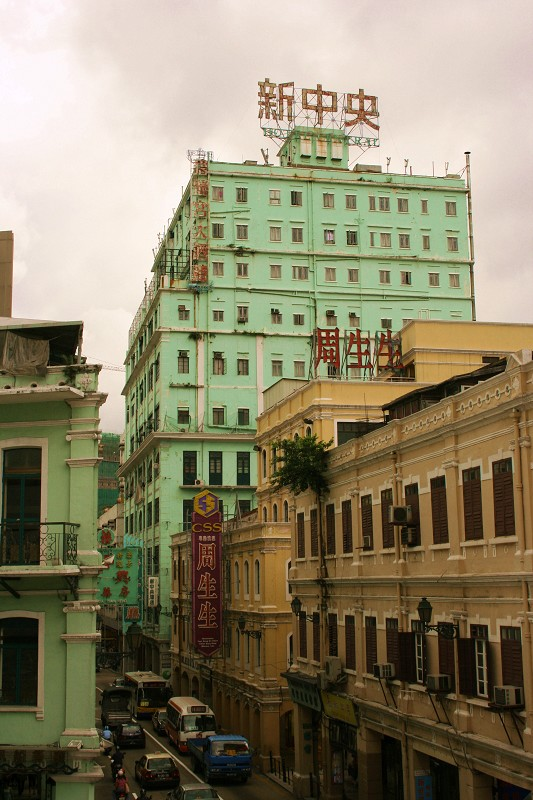
專營權下第一個澳門賭場所在地——中央酒店

早在16世紀澳門開埠，已有番攤及牌九的賭檔，並無法律規管。1842年至1844年，賽馬經澳葡政府批准進行，成為了賭博合法化的先模。在1847年，澳門總督亞馬留宣佈賭博合法化。賭攤由政府開標，民間競投，中標者與政府簽訂合約並在指定地點開賭。1849年12月22日，澳葡政府正式發出第一個番攤賭牌。此時，政府規管仍未明確具體，旨在增加稅收。
在1864年，澳葡政府對博彩業進行立例規管，博彩專營由承批者與政府簽訂合約，並需向政府繳交稅金。以往澳葡政府實行的公開招標，以暗標競投和價高者得為原則批出賭場專營權。1892年，白鴿票公開招標。特別在1896年7月，葡萄牙宣布禁賭令，不過澳葡政府卻没有執行。1912年起，政府還開始對番攤實施專營，其專營期限由1912年7月至1916年止。彩票專營方面，鋪票專營在1909年起招商，白鴿票與山票則始於1912年。在此時期，澳葡政府已從鴉片及博彩業的專營實施取得巨額收益。1924年，澳門萬國賽馬體育會取得了賽馬專營權，並在黑沙環修建賽馬場及再次重辦賽馬活動。
1930年起，澳葡政府開始以頒佈法令形式明確博彩專營制，澳門博彩業法律規管開始發展。因應法令，專門的博彩公司出現。1930年，以盧華紹及霍芝庭為首的港澳商家組成豪興公司奪得全部博彩遊戲的專營權，與政府簽訂合約經營賭場。豪興公司在中央酒店設賭場，成為專營權下第一個澳門賭場。
1934年，澳葡政府宣佈各種的賭博活動都得取專營權。1937年，澳葡政府頒令將所有博彩業專營權改由統一承投。結果，由傅老榕、高可寧為首的泰興娛樂總公司投得了賭場專營合約。專營合約規定，只開設3家專營賭場。泰興娛樂總公司壟斷控制澳門博彩業務24年。
1961年2月13日頒發《18627號法令》，葡萄牙接納澳門總督馬濟時的建議，澳門定位為「恆久性的博彩區」。自從葡萄牙在1896年宣佈禁賭後，澳門的賭博活動在此時終得到葡萄牙的正式認可。政府隨即制定博彩業管理辦法，在專營合約外制定一些制度監管博彩活動。1961年7月，澳葡政府頒佈第1496號法令明確賭博是「特殊的娛樂」，決定將已合法化之幸運博彩經開投方式批給專人承辦，取消現持賭場專營權者的承投優先權。招標維持由暗標競投，奉行公開、公平、公正的原則。同年推出的《承投賭博娛樂章程》和《承投山鋪票條例》，都進一步明確了對博彩業的監管制度。
1961年，印尼華僑鄭君豹與澳葡政府簽訂賽狗專營合約。1962年，澳葡政府舉行新一次娛樂場博彩專營公開競投。結果，由葉漢、葉德利、霍英東、何鴻燊等商人組成澳門旅遊娛樂有限公司取得經營娛樂場、舖票、山票及白鴿票之專營權，並由何鴻燊與澳門總督羅必信正式簽署《承辦澳門賭博娛樂專營合約》。1977年，澳葡政府將賽馬車的專營權批予澳門賽馬車會。澳門賽馬有限公司在1989年獲批，取得賽馬專營權。
澳門立法會在1982年5月通過《博彩專營合約批给法律》和《澳門幸運博彩新法律》，將用詞「賭博娛樂」正式改名「幸運博彩」，把幸運博彩批给制度由「專利制度」改為「特别准照制度」。專營合約在1962後，曾多次續約及修訂。最後一次修訂專營合約在1997年，定名為《澳門地區幸運博彩專營合約》，續約期為5年。1998年，澳門彩票有限公司取得足球博彩經營牌照。
澳門特區政府在2000年2月提出放開賭權的構想，考慮藉著娛樂場博彩專營合約到期的機遇進行博彩法律制度改革。在同年7月，政府成立博彩委員會制定新政策。澳門立法會在2001年8月30日通過了第16/2001號法律《娛樂場幸運博彩經營法律制度》，重新招標競投幸運博彩經營牌照。其後，澳門特區政府宣佈待澳門旅遊娛樂有限公司的幸運博彩專營合約期滿後（即2001年12月31日），批出3份承批合約；但因為新經營批給的競投工作至2001年12月31日未能完成，故政府把澳娛的專營合同有效期延至2002年3月31日。2002年2月8日，澳門特區政府宣佈競投結果，把娛樂場幸運博彩經營權批給銀河娛樂場股份有限公司、永利渡假村(澳門)股份有限公司、以及澳門博彩股份有限公司。從此時起，娛樂場幸運博彩經營權由一個專營權轉變為三個經營權（隨後三個經營權持有人再轉批給另外三個財團（美高梅中國、新濠博亞、威尼斯人（澳門）股份有限公司））。隨最後一份幸運博彩專營合約在2002年3月31日到期，澳門旅遊娛樂有限公司擁有逾40年的娛樂場專營局面亦隨之而結束。
2022年1月14日，澳門特區政府公佈修改娛樂場幸運博彩法律制度草案，訂明賭牌批給數量最多 6個，明文禁止轉批給，批給期不多於 10年，例外情況下可延長最多 3年。

## 外部連結
- 澳門幸運博彩專營批給合約
- 澳門博彩業法律制度研究
- 澳門特別行政區政府博彩監察協調局——承批合同 （页面存档备份，存于）